# Guelmim
Guelmim (marokkanisches Tamazight ⴰⴳⵯⵍⵎⵉⵎ Agʷelmim; arabisch كلميم), auch Goulimine oder Guelmin, ist eine etwa 125.000 Einwohner zählende Großstadt im Süden Marokkos. Sie ist die Hauptstadt der Provinz Guelmim in der Region Guelmim-Oued Noun.

## Lage und Klima
Guelmim liegt in einer Höhe von etwa 280 bis 300 m in den westlichen Ausläufern des Antiatlas etwa 200 km südlich von Agadir. Durch den Ort verläuft die parallel zur Atlantikküste von Tanger durch die Westsahara und Mauretanien bis nach Senegal verlaufende transafrikanische Fernverkehrsstraße Kairo-Dakar-Highway, die in Marokko als N-1 bezeichnet wird.
Das Klima ist beinahe wüstenartig; Regen (ca. 100–150 mm/Jahr) fällt hauptsächlich in den Wintermonaten.

## Bevölkerungsentwicklung
| Jahr      | 1994   | 2004   | 2014    | 2024    |
| Einwohner | 72.536 | 95.749 | 118.318 | 126.729 |

Das anhaltende Bevölkerungswachstum ist im Wesentlichen auf die Zuwanderung von Berberfamilien aus dem Antiatlas-Gebirge zurückzuführen.

## Wirtschaft, Infrastruktur und Bildung
Die Bewohner der Stadt leben hauptsächlich von Handel und Dienstleistungen; die meisten Nahrungsmittel müssen aus dem Norden per LKW importiert werden. Die in Agadir beheimatete Ibn Zohr-Universität hat eine Zweigniederlassung in Guelmim.

## Geschichte
Schon seit dem 11. Jahrhundert war der Ort ein Handelszentrum und Ziel großer Karawanen die aus Mauretanien und dem Senegal durch die Sahara bis hierher zogen. Gehandelt wurde mit Sklaven, Gold, Salz, Tieren und Stoffen. Besondere Bedeutung erlangte der Markt für den Handel mit Kamelen. Noch in den 1960er Jahren wurden wöchentlich 500 Dromedare gehandelt. Mit 20.000 bis 40.000 von Nomaden hierher geführten Kamelen war der Kamelmarkt der größte ganz Afrikas. Im Zuge des Verlusts der Verbindungen nach Süden durch den Westsaharakonflikt und die stärker werdende Sesshaftigkeit der Nomaden verlor der Markt jedoch an Bedeutung und stellt sich heute als normaler Wochenmarkt dar. Auch heute werden jedoch noch Dromedare, Ziegen und Schafe gehandelt, allerdings nur im regionalen Rahmen.
In Guelmim ist der Schutzpatron der Stadt Sidi Al Ghazi beerdigt, der hier Ende des 18. Jahrhunderts lebte.

## Sehenswürdigkeiten

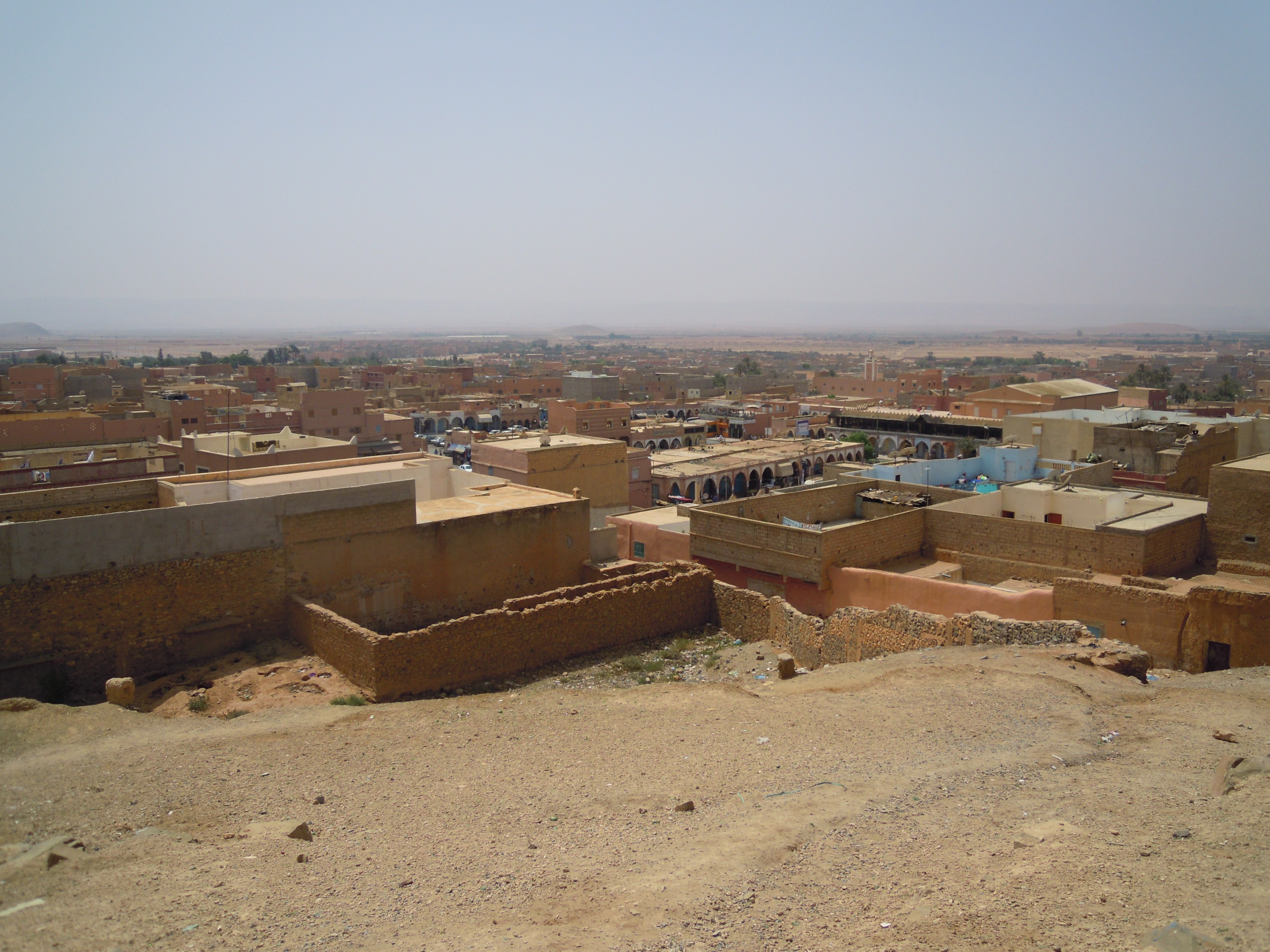
Guelmim

Städtebaulich gliedert sich die Stadt in drei Teilbereiche. Im südwestlichen Teil befindet sich das ab 1715 entstandene Kasbah-Viertel Oued Oum el Achar mit seinen rechtwinkligen engen Gassen. Den nordöstlichen Teil Guelmims bildet die moderne Neustadt. Sie ist geprägt durch einheitliche Wohngebäude und Kasernen und verfügt über eine moderne Infrastruktur. Als dritter Stadtteil besteht die Unterstadt, die während der spanischen Kolonialzeit entstand und von älteren Gebäuden mit rötlicher Farbgebung dominiert wird.
Umgebung
- Etwa 13 km nordöstlich der Stadt liegt der Ort Abaynou, der über eine Oase sowie warme Wasserquellen verfügt, die von Touristen gerne besucht werden.
- Ungefähr 10–20 km östlich befindet sich die noch weitgehend urtümlich gebliebene Oase Tighmert, zu der auch der Ort Asrir gehört.[3]

## Veranstaltungen
- Jeden Samstag  findet der Souk mit einem Kamelmarkt statt. Typisch für den Markt waren die in eine weiße oder blaue Derra’a gekleideten Männer des Nomadenstamms der Reguibat, die sogenannten Blauen Männer. Die heutigen Blauen Männer des Marktes sind jedoch meistens für Touristen verkleidete Einheimische.
- Auf Veranstaltungen wird häufig der in der Region beheimatete Tanz Guedra aufgeführt.
- Ende Juni/Anfang Juli werden Kamelrennen veranstaltet. Religiöse Feste zu Ehren Sidi Al Gahzis und Sidi M`Hamed Ben Amars finden im Mai und Juli statt.

## Sonstiges
Im Jahr 2011 starben beim Absturz eines Militärflugzeuges nahe Guelmim mindestens 78 Menschen.

## Söhne und Töchter der Stadt
- Rkia el-Moukim (* 1988), marokkanische Langstreckenläuferin
- Abdelaziz Merzougui (* 1991), spanischer Hindernisläufer marokkanischer Herkunft
- Hamza Driouch (* 1994), katarischer Mittelstreckenläufer marokkanischer Herkunft